# アレクサンダー・ヘルウィグ・ワイアント
アレキサンダー・ヘルウィッグ・ワイアント（Alexander Helwig Wyant、1836年1月11日 - 1892年11月29日）は、アメリカ合衆国の画家である。「ハドソン・リバー派」や「トーナリズム」に位置づけられる画家の一人である。

## 略歴
オハイオ州、タスカラワス郡のポート・ワシントン(Port Washington)という村に生まれた。オハイオ州北西部の町、ディファイアンスで育ち、10代の時代は故郷の近くで、看板描きの仕事をしていた。1857年にシンシナティで開かれた展覧会で、風景画家、ジョージ・イネス(1825-1894)の作品を見て感銘を受け、すぐにイネスに合うためにニューヨークに旅した。オハイオに戻った後、オハイオの有力者ニコラス・ロングワース(Nicholas Longworth)の支援をえることに成功し、1860年に絵の修行のために、ニューヨークに移り、その年、パリに渡り、バルビゾン派の画家、コロー(1796-1875)やデュプレ(1811-1889)の作品を研究した。
パリからオハイオに戻り、2年後の1863年に、再びニューヨークに出て、1864年に初めてナショナル・アカデミー・オブ・デザインの展覧会に出展した。1865年に再び国外に旅し、デュッセルドルフでノルウエー出身の風景画家ハンス・ギューデに学び、カールスルーエでも学び、イギリスやアイルランドにも短期間滞在して帰国した。1868年にナショナル・アカデミー・オブ・デザインの準会員に選ばれ、1869年に正会員に選ばれた。1867年からほぼ毎年水彩画も展覧会に出展するようになり、1878年のアメリカ水彩画協会(American Watercolor Society)の設立に貢献した。
1873年にアリゾナ州とニューメキシコ州への政府による調査団に参加した時、卒中を起こして、右腕に麻痺が残り、左手で絵を描くようになった。1880年の結婚後はニューヨーク州の北東部のエセックス郡 (ニューヨーク州)エセックス郡のキーンで暮らした。1889年にニューヨーク州のキャッツキル山地にあるアークビル(Arkville)という村に移り、キャッツキル山地やアディロンダック山地の風景を描いた。
1892年にニューヨーク市で亡くなった。

## 作品

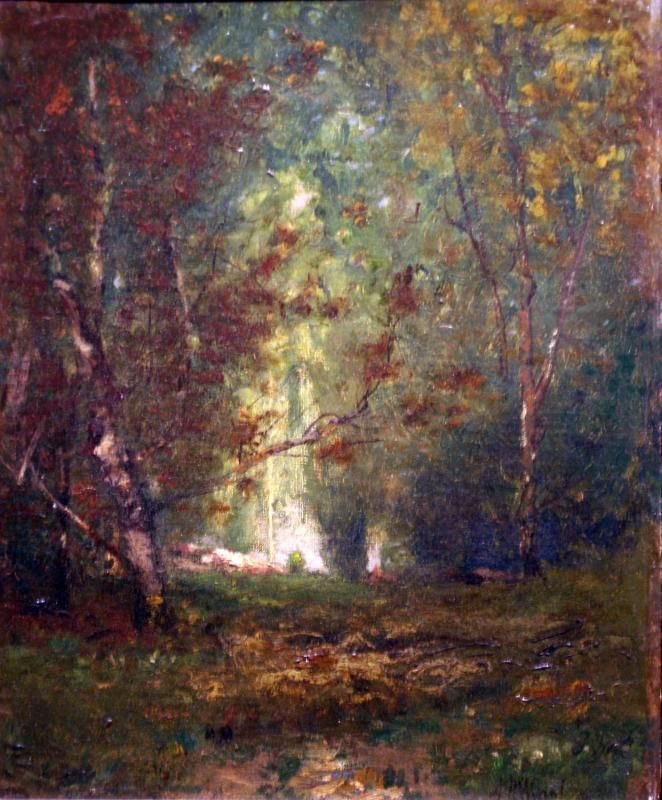
"Woodland Interior" (c.1875) New Britain Museum of American Art
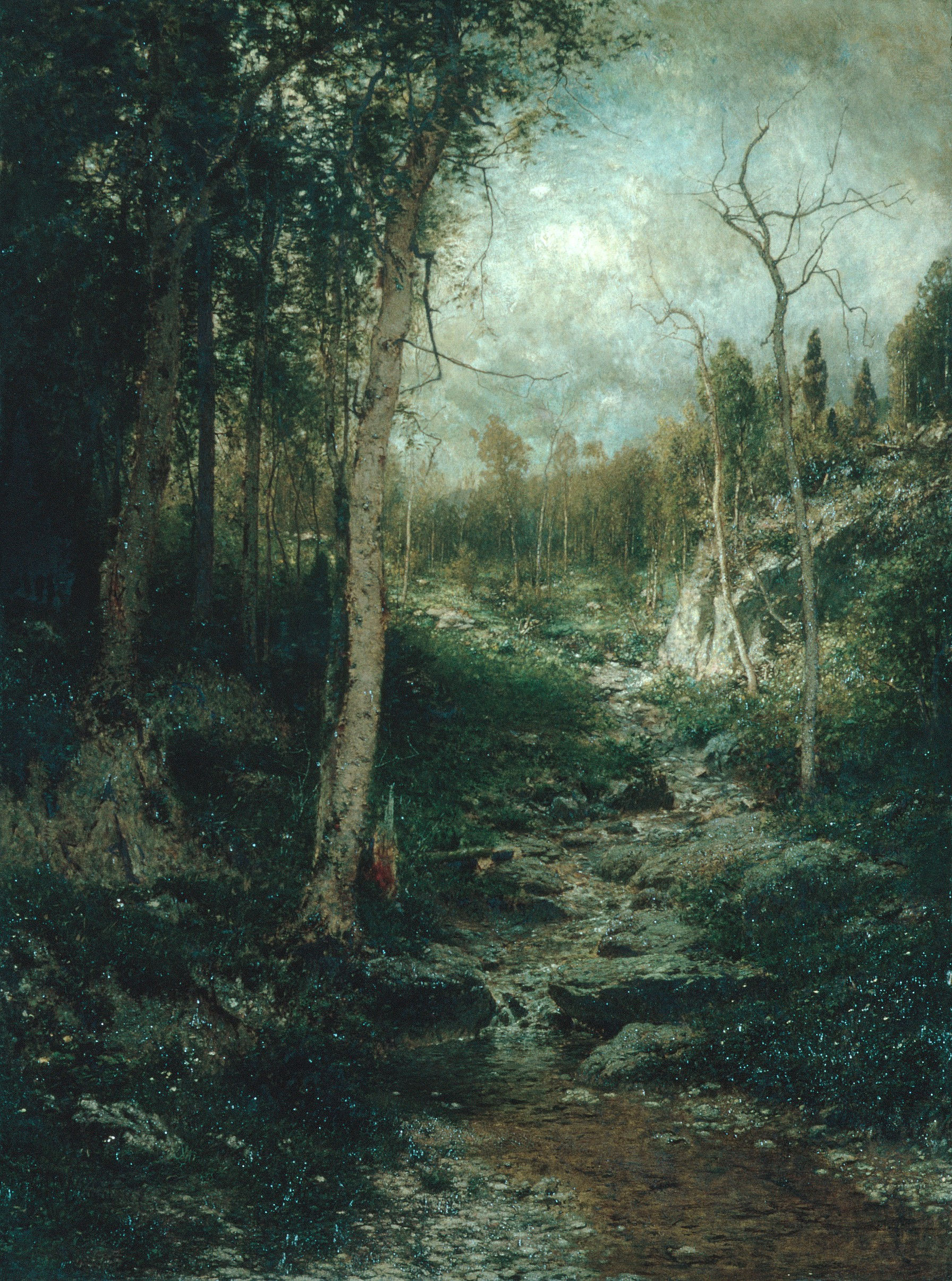
"An Old Clearing" (1881) メトロポリタン美術館
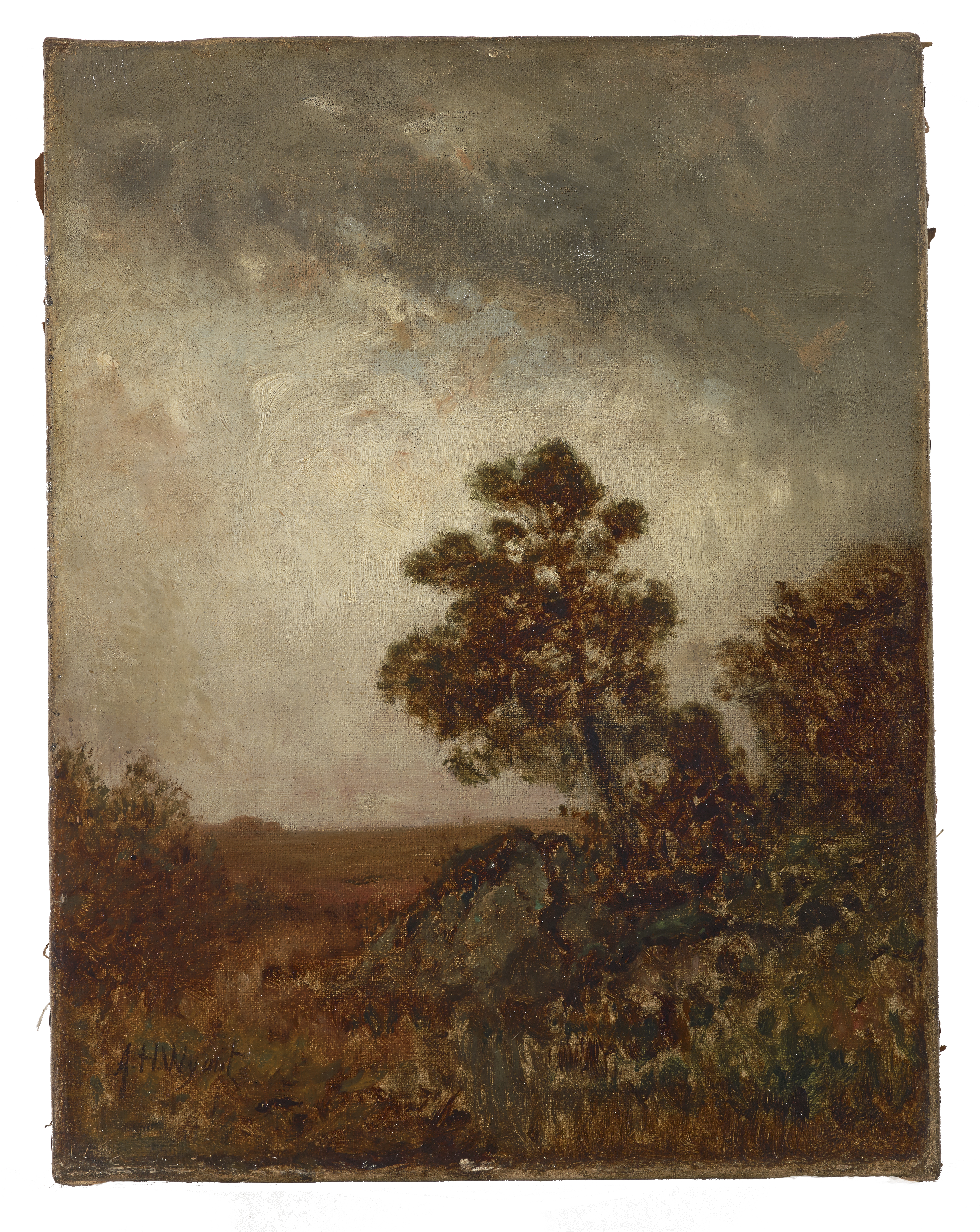
風景画　(1883) インディアナポリス美術館
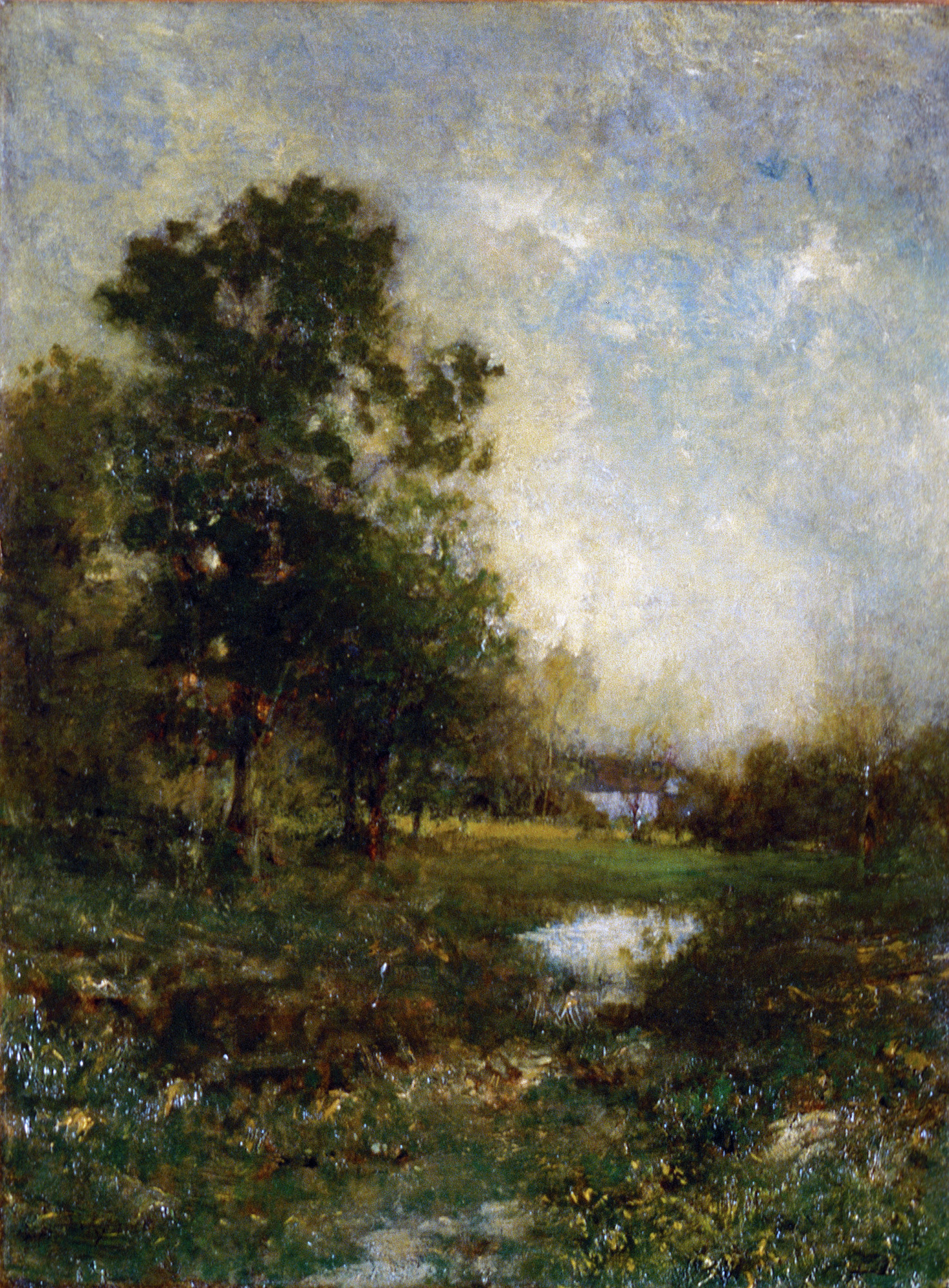
アークビル デトロイト美術館

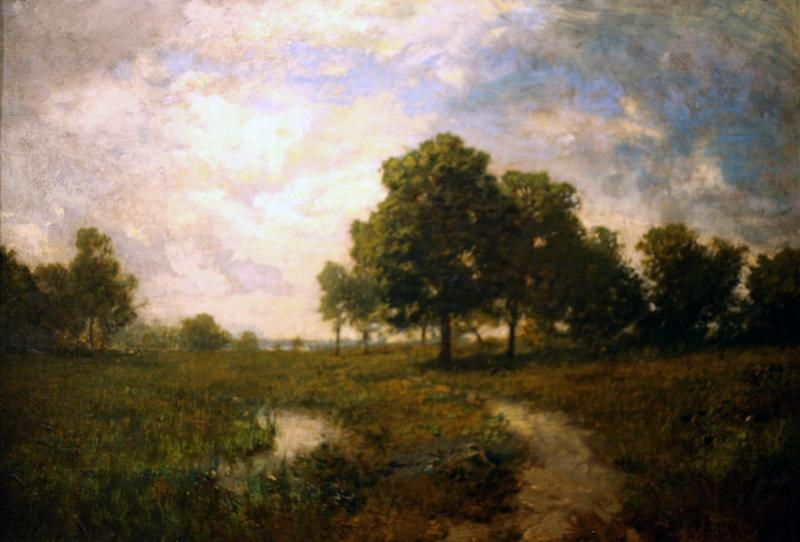
"Wind Clouds" New Britain Museum of American Art
池のある風景 クリーブランド美術館
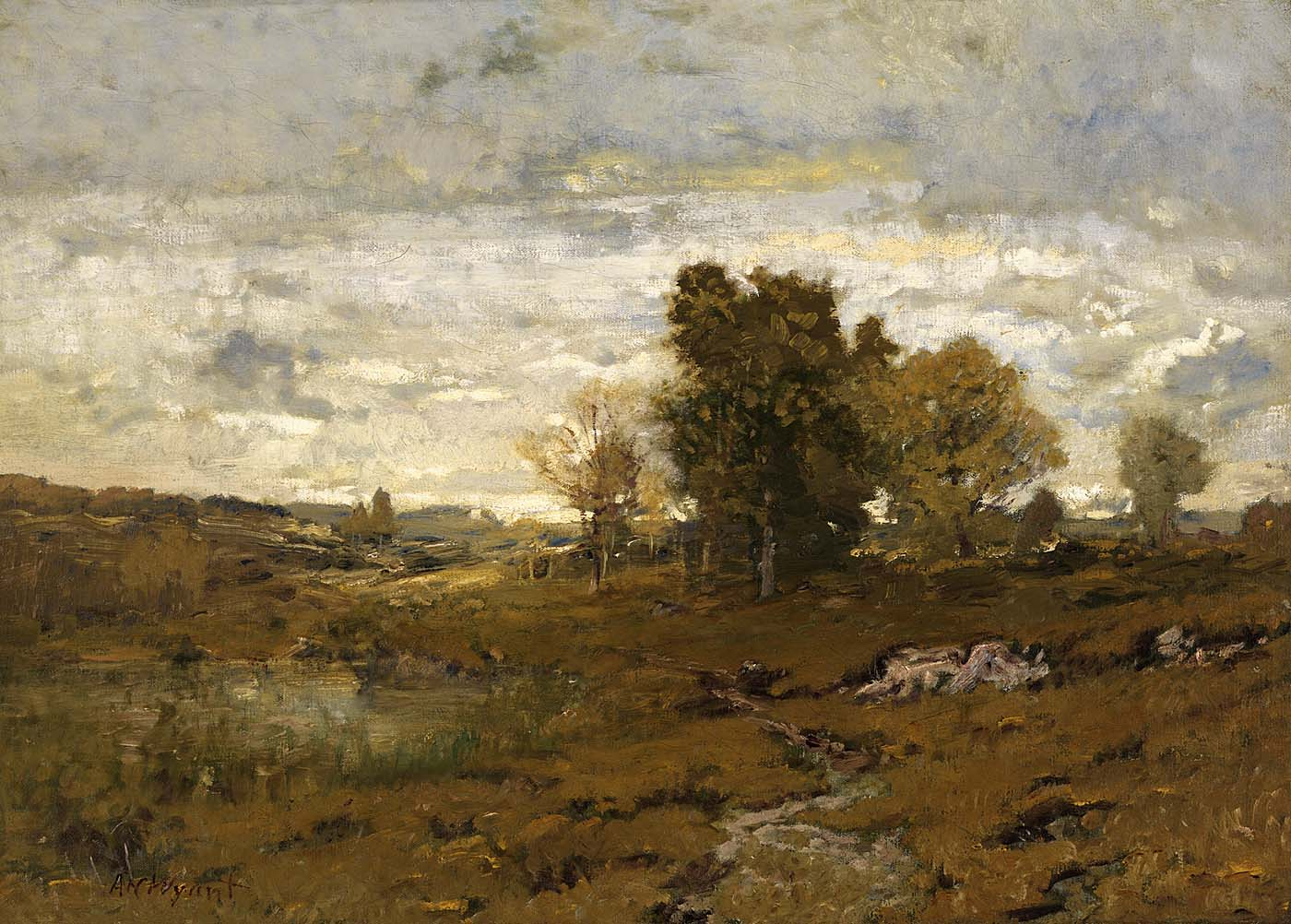
アークビルの秋 Smithsonian American Art Museum